# Chromatoiulus taygetanus
Chromatoiulus taygetanus är en mångfotingart som först beskrevs av Carl Graf Attems 1903.  Chromatoiulus taygetanus ingår i släktet Chromatoiulus och familjen kejsardubbelfotingar. Inga underarter finns listade i Catalogue of Life.